# 정의성
정의성(1972년 8월 30일 ~)은 한화 이글스의 전 야구 선수다.

## 출신 학교
- 강릉고등학교
- 영남대학교

## 같이 보기
- 1995년 한화 이글스 시즌